# FBI: Most Wanted
Pour la liste des fugitifs les plus recherchés par le FBI, voir Dix fugitifs les plus recherchés du FBI.
FBI FBI: International
FBI: CIA
FBI: Most Wanted, ou Most Wanted Criminals ou encore FBI: recherchés au Québec est une série télévisée dramatique policière américaine créée par René Balcer et diffusée entre le 7 janvier 2020 et le 20 mai 2025 sur le réseau CBS et en simultané sur le réseau Global au Canada.
En Belgique elle est diffusée depuis le 6 octobre 2020 sur RTL TVI, en Suisse, depuis 15 octobre 2020 sur RTS 1, au Québec depuis le 23 mars 2021 sur Séries Plus et en France, depuis le 14 juillet 2021 sur TF1.
Il s'agit de la deuxième série de la franchise FBI de Dick Wolf.

## Synopsis
Une division du FBI dirigée par l'agent vétéran Jess LaCroix est chargée de traquer et de capturer les criminels les plus recherchés du pays. L'équipe est composée de Kenny Crosby, un ancien vétéran de l'armée (souffrant de Stress Post Traumatique) que Jess a pris sous son aile, Sheryll Barnes, une ancienne enquêtrice du NYPD, Hana Gibson, l'analyste d'équipe, Clinton Skye, un tireur d'élite diplômé en droit, ainsi que le beau-frère de Jess et Ivan Ortiz, un ancien officier de gang du LAPD qui a fait un passage dans l'unité de lutte contre le terrorisme du FBI.
Au fil des saisons, l'équipe a beaucoup changé et est aujourd'hui constituée de Remy Scott, le chef de l'équipe accompagné de Sheryll Barnes, d'Hana Gibson, Kristin Gaines et de Ray Canon.
Ensemble, ils suivent et capturent les fugitifs dangereux sur la liste des plus recherchés du FBI.

## Distribution

### Acteurs principaux
- Keisha Castle-Hughes (VF : Julie Mouchel) : Hana Gibson, analyste du FBI
- Roxy Sternberg (en) (VF : Olivia Luccioni) : Sheryll Barnes, agent spécial du FBI et commandant en second
- Dylan McDermott (VF : Xavier Fagnon) : Remy Scott, agent spécial de supervision du FBI (saisons 3 à 6)[6]
- Edwin Hodge (VF : Jean-Baptiste Anoumon) : Ray Canon, agent spécial du FBI (saisons 4 à 6)[7]
- Shantel VanSanten (VF : Laura Préjean) : Nina Chase (saisons 5 et 6, invitée saison 4)[8]

### Anciens acteurs principaux
- Nathaniel Arcand (VF : Cédric Ingard) : Clinton Skye, agent spécial du FBI (saisons 1 et 2)
- Kellan Lutz (VF : Stéphane Pouplard) : Kenny Crosby, agent spécial du FBI (saisons 1 et 2, invité saison 3)[9]
- Julian McMahon (VF : Arnaud Arbessier) : Jess LaCroix, agent spécial de supervision du FBI (saisons 1 à 3, décédé)[10]
- YaYa Gosselin (VF : Emmylou Homs) : Tali LaCroix, fille de Jess LaCroix (récurrente saison 1, principale saisons 2 et 3)[11]
- Miguel Gomez (VF : Franck Lorrain) : Ivan Ortiz, agent spécial du FBI (saisons 2 et 3)[12]
- Alexa Davalos (VF : Elisabeth Ventura) : Kristin Gaines, agent spécial du FBI (saisons 3 à 5)[13]

### Acteurs récurrents et invités
- Lorne Cardinal (VF : Patrick Pellegrin) : Nelson Skye, père de Clinton
- Irene Bedard (VF : Maïté Monceau) : Marilou Skye, mère de Clinton
- Fedna Jacquet (VF : Delphine Saley) : Charlotte Gaines, compagne de l'agent special Sheryll Barnes
- Terry O'Quinn (VF : Hervé Jolly) : Byron LaCroix, père de Jess[14]
- Amy Carlson (VF : Virginie Ledieu) : Jackie Ward[14]
- Sonya Balmores (en) (VF : Ana Piévic) : Angelyne LaCroix, épouse décédée de Jess LaCroix et mère de Tali

### Invités crossovers
De FBI
- Zeeko Zaki (VF : Jim Redler) : l'agent spécial Omar Adom « OA » Zidan (saison 1, épisode 9 et saison 3, épisode 1)
- Ebonée Noel (de) (VF : Laëtitia Laburthe) : l'agent Kristen Chazal, analyste (saison 1, épisode 9)
- Jeremy Sisto (VF : Maurice Decoster) : l'agent spécial Jubal Valentine, responsable adjoint du centre de liaison des opérations du FBI (saison 1, épisode 9)
- Alana de la Garza (VF : Chantal Baroin) : l'agent spécial Isobel Castile (depuis la saison 1)
- John Boyd (VF : Yoann Sover) : l'agent Stuart Scola (saison 1, épisode 9)

## Production

### Développement
Le 29 janvier 2019, il a été annoncé que CBS a commandé un Backdoor pilot pour une série dérivée de FBI intitulée FBI: Most Wanted. La série se concentrera sur la division du FBI chargée de suivre et de capturer les criminels les plus notoires de la liste des plus recherchés du FBI.
Selon Dick Wolf, le spin-off devrait lancer une série d'émissions interconnectées similaires à celles des franchises Chicago et Law & Order sur NBC.
Le 15 mai 2019, CBS a publié la première bande-annonce officielle de la série.
Le 13 mars 2020, Universal Television a annoncé la suspension de la production en raison de la pandémie de Covid-19 aux États-Unis, le tournage a été interrompu, l'épisode 14, Getaway, servira de finale de la saison.
Le 6 mai 2020, la série est renouvelée pour une deuxième saison.
Le 25 mars 2021, la série est renouvelée pour une troisième saison.
Le 9 mai 2022, la série est renouvelée pour deux saisons supplémentaires.
Le 9 avril 2024, la série est renouvelée pour une sixième saison.
Le 4 mars 2025, CBS annule la série après six saisons.

### Casting
Le 29 janvier 2019, CBS commande un backdoor pilot pour une série dérivée, FBI: Most Wanted, mettant en vedette Julian McMahon, Keisha Castle-Hughes, Alana de la Garza, Roxy Sternberg et Kellan Lutz, et Nathaniel Arcand. Ce pilote a été diffusé en tant que 18e épisode de la série FBI, le 2 avril.
En juillet 2019, Alana de la Garza, faisant partie de la distribution principale de la série dérivée FBI: Most Wanted, a été mutée à la distribution principale de FBI pour sa deuxième saison. Elle tiendra un rôle récurrent dans FBI: Most Wanted.
Le 8 octobre 2020, Terry O'Quinn et Amy Carlson rejoignent la saison 2. Le 28 octobre 2020, YaYa Gosselin qui tient le rôle récurrent de Tali Lacroix, fille de Jess LaCroix, devient régulière dans la saison 2.
À la fin de la deuxième saison, Nathaniel Arcand quitte la série. Kellan Lutz quitte aussi la série après le premier épisode de la troisième saison.
Le 24 janvier 2022, Julian McMahon annonce son départ de la série afin de se consacrer à d'autres projets. Son dernier épisode est diffusé le 8 mars 2022. Le lendemain, on apprend que Dylan McDermott devient le nouvel acteur principal.
Le 3 juin 2022, Miguel Gomez annonce son départ après deux saisons.
Le 18 juillet 2022, il est annoncé qu'Edwin Hodge rejoint la distribution principale dès la quatrième saison.
Le 20 novembre 2023, on apprend que Shantel VanSanten qui avait participé à quelques épisodes de FBI, rejoint la saison 5 de FBI : Most Wanted.

### Fiche technique
- Titre original : FBI: Most Wanted
- Titre québécois : FBI: recherchés
- Réalisation : René Balcer
- Sociétés de production : Wolf Entertainment, CBS Television Studios et Universal Television Group
- Société distribution : NBCUniversal Television Distribution (en) (États-Unis), CBS Television Distribution (en) et CBS Studios International (en)
- Pays d'origine :  États-Unis
- Langue originale : anglais
- Format : couleurs - 35 mm - 1,78:1 - son stéréo
- Genre : Policier
- Durée : 45 minutes
- Déconseillé aux moins de 10 ans / 12 ans

## Épisodes
| Saisons        | Saisons        | Épisodes       | Diffusion originale sur CBS | Diffusion originale sur CBS |
| Saisons        | Saisons        | Épisodes       | Début de saison             | Fin de saison               |
| -------------- | -------------- | -------------- | --------------------------- | --------------------------- |
| Backdoor pilot | Backdoor pilot | Backdoor pilot | 2 avril 2019                | 2 avril 2019                |
|                | 1              | 14             | 7 janvier 2020              | 5 mai 2020                  |
|                | 2              | 15             | 17 novembre 2020            | 25 mai 2021                 |
|                | 3              | 22             | 21 septembre 2021           | 24 mai 2022                 |
|                | 4              | 22             | 20 septembre 2022           | 23 mai 2023                 |
|                | 5              | 13             | 13 février 2024             | 21 mai 2024                 |
|                | 6              | 22             | 15 octobre 2024             | 20 mai 2025                 |

### Pilote hors-saison (2019)
Le pilote est le dix-huitième épisode de la première saison de la série FBI.
1. Chasse à l'homme (Most Wanted)

### Première saison (2020)
Cette saison est diffusée du 7 janvier au 5 mai 2020.
1. Un homme parfait (Dopesick)
2. La Lionne (Defender)
3. Désabusés (Hairtrigger)
4. En immersion (Caesar)
5. Le Chasseur invisible (Invisible)
6. Sombres prédictions (Prophet)
7. Les Fantômes du passé (Ghosts)
8. Road trip cruel (Predators)
9. Dérive fatale (Reveille)
→ crossover avec FBI (saison 2, épisode 18)
10. Coup double (Silkworm)
11. En quête de vérité (Ironbound)
12. Suis-moi ou meurs (Ride or Die)
13. Cyberharcèlement (Grudge)
14. Le Crime dans le sang (Getaway)

### Deuxième saison (2020-2021)
Cette saison de quinze épisode est diffusée du 17 novembre 2020 au 25 mai 2021.
1. Un ado sous influence (Rampage)
2. Meurtres connectés (Execute)
3. Le passé refait surface (Deconflict)
4. Mensonge par omission (Anonymous)
5. La Ligne rouge (The Line)
6. Changement de plan (Dysfunction)
7. La Grande Arnaque (Winner)
8. Alerte enlèvement (Vanished)
9. Vendetta sur le campus (One-Zero)
10. La Tête du serpent (Spiderwebs)
11. La Théorie du complot (Obstruction)
12. Un homme en colère (Criminal Justice)
13. Des vies en cendres (Toxic)
14. Liaison dangereuse (Hustler)
15. Visite inattendue (Chattaboogie)

### Troisième saison (2021-2022)
Elle est diffusée du 21 septembre 2021 au 24 mai 2022.
1. Le Diable en personne (Exposed)
→ crossover avec FBI (saison 4, épisode 1) et FBI: International (saison 1, épisode 1)
2. L'Assaut (Patriots)
3. Les Survivants (Tough Love)
4. Manipulation génétique (Inherited)
5. Soif de justice (Unhinged)
6. Jamais sans ma fille (Lovesick)
7. À en perdre la tête (Gladiator)
8. Un étalon en or (Sport of Kings)
9. Terreur au centre commercial (Run-Hide-Fight)
10. Victimes du système (Incendiary)
11. Engrenage mortel (Hunter)
12. La Cavale d'El Pincho (El Pincho)
13. Fermer les yeux (Overlooked)
14. Quand tout bascule (Shattered)
15. Un grand vide (Incel)
16. Vie secrète (Decriminalized)
17. Alliance / Au nom du frère (Covenant)
18. La Vengeance aux deux visages / À double tranchant (Reaper)
19. Vengeances croisées / Petits arrangements entre amies (Whack Job)
20. Meurtres choisis / L'Affranchi (Greatest Hits)
21. L'Argent pour seul drapeau / La Femme au mille visages (Inheritance)
22. Qui es-tu ? / Sans foi ni loi (A Man Without a Country)

### Quatrième saison (2022-2023)
Elle est diffusée depuis le 20 septembre 2022.
1. Un père en colère (Iron Pipeline)
2. Des voix dans la tête (Taxman)
3. La Guerre des chefs (Succession)
4. La Soif de l'or (Gold Diggers)
5. Les Enchaînées (Chains)
6. L'Emprise (Patent Pending)
7. Que justice soit faite (Karma)
8. Une petite ville sans histoire (Appeal)
9. Enfance Brisée (Processed)
10. Quand la télé dépasse la réalité (False Flag)
11. Le Roi de la crypto (Crypto Wars)
12. L'habit ne fait pas le pasteur (Black Mirror)
13. Au nom de l'honneur (Transaction)
14. Beauté fatale (Wanted: America)
15. Double faute (Double Fault)
16. Alerte maximale (Imminent Threat – Part Three)
→ Conclusion d'un crossover ayant débuté dans FBI: International (saison 2, épisode 16) puis FBI (saison 5, épisode 17).
17. Mauvaise influence (The Miseducation of Metcalf 2)
18. Les Cow-boys (Rangeland)
19. Mauvaises graines (Bad Seed)
20. Mutinerie (These Walls)
21. Du rêve au cauchemar (Clean House)
22. Les Vérités (Heaven Falling)

### Cinquième saison (2024)
Elle est diffusée depuis le 13 février 2024.
1. Pour la cause (Above & Beyond)
2. La Brigade fantôme (Footsteps)
3. Intelligence superficielle (Ghost in The Machine)
4. L'Homme creux (Hollow)
5. Avant qu'il ne soit trop tard (Desperate)
6. Sur la touche (Fouled Out)
7. Le Prix de la trahison (Rendition)
8. Une mère en colère (Supply Chain)
9. L'Art de la manipulation (The Return)
10. 26 Heures Chrono (Bonne Terre)
11. Silence radio (Radio Silence)
12. Coup de poker (Derby Day)
13. Menace sur Manhattan (Powderfinger)

### Sixième saison (2024-2025)
Elle est diffusée depuis le 15 octobre 2024.
1. Aquarium Drinker
2. Varsity Blues
3. White Buffalo
4. Pig Butchering
5. Money Moves
6. Pageantry
7. Highway to Hell
8. The Electric Company
9. Moving On
10. Ars Moriendi
11. Do You Realize??
12. 68 Seconds
13. Greek Tragedy
14. 100 %
15. Four Bodies
16. Toxic Behavior
17. Gut Job
18. Trust
19. Starman
20. Trash Day
21. Souls on ICE
22. The Circle Game

## Crossovers
Il y a déjà eu deux crossovers entre les séries FBI et FBI: Most Wanted. Il y a eu également un crossover géant entre les trois séries FBI pour lancer la nouvelle série FBI: international.

## Audiences

### Aux États-Unis
- Le 2 avril 2019, CBS diffuse l’épisode pilote qui rassemble 9,08 millions de téléspectateurs[42].
- La meilleure audience de la série est l'épisode 9 de la saison 1 qui rassemble 9,49 millions de téléspectateurs[43].
- La pire audience de la série est l'épisode 9 de la saison 4 qui rassemble 4,40 millions de téléspectateurs[44].

| Saison | Nombre d'épisodes | Jour et heure de diffusion | Diffusion originale sur CBS | Diffusion originale sur CBS | Année     | Audience moyenne (en millions) | Audience moyenne (en millions) | Audience moyenne (en millions) | Audience moyenne (en millions) |
| Saison | Nombre d'épisodes | Jour et heure de diffusion | Début de saison             | Fin de saison               | Année     | Première                       | Finale                         | Moyenne à J+7                  | Rang                           |
| ------ | ----------------- | -------------------------- | --------------------------- | --------------------------- | --------- | ------------------------------ | ------------------------------ | ------------------------------ | ------------------------------ |
| 1      | 14                | Mardi à 22 h               | 7 janvier 2020              | 5 mai 2020                  | 2020      | 8.95                           | 6.62                           | 10.20                          | 17                             |
| 2      | 15                | Mardi à 22 h               | 17 novembre 2020            | 25 mai 2021                 | 2020-2021 | 5.38                           | 5.79                           | 8.83                           | 14                             |
| 3      | 22                | Mardi à 22 h               | 21 septembre 2021           | 24 mai 2022                 | 2021-2022 | 7.12                           | 4.77                           | 8.75                           | 12                             |
| 4      | 22                | Mardi à 22 h               | 20 septembre 2022           | 23 mai 2023                 | 2022-2023 | 5.27                           | 4.83                           | 8.02                           | 14                             |
| 5      | 13                | Mardi à 22 h               | 20 septembre 2022           | 23 mai 2023                 | 2024      | 5.36                           | 4.12                           | 7.28                           | 17                             |
| 6      |                   | Mardi à 22 h               |                             |                             | 2024-2025 |                                |                                |                                |                                |

### Dans les pays francophones
| Saison | Jour et heure de diffusion | Diffusion sur TF1 | Diffusion sur TF1 | Audience moyenne (en millions) | Audience moyenne (en millions) | Audience moyenne (en millions) |
| Saison | Jour et heure de diffusion | Début de saison   | Fin de saison     | Première                       | Finale                         | Moyenne                        |
| ------ | -------------------------- | ----------------- | ----------------- | ------------------------------ | ------------------------------ | ------------------------------ |
| 1      | Mercredi à 21 h 5          | 14 juillet 2021   | 11 août 2021      | 3,69                           | 2,64                           | 3,05                           |
| 2      | Mercredi à 21 h 5          | 11 août 2021      | 17 août 2022      | 2,38                           | 1,67                           |                                |